# Dactylorhiza alpestris
Dactylorhiza alpestris là một loài thực vật có hoa trong họ Lan. Loài này được (Pugsley) Aver. mô tả khoa học đầu tiên năm 1983.

## Hình ảnh

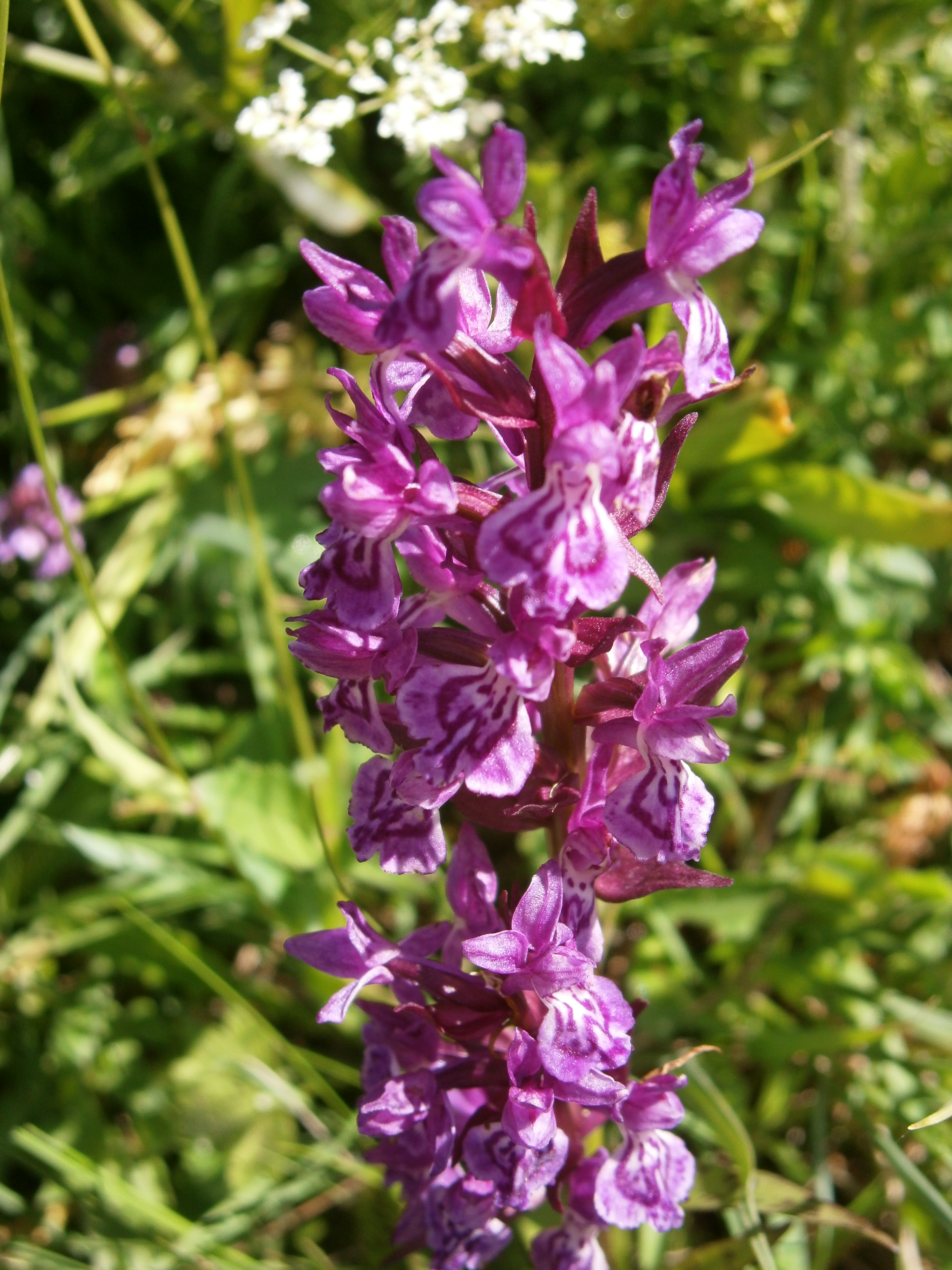
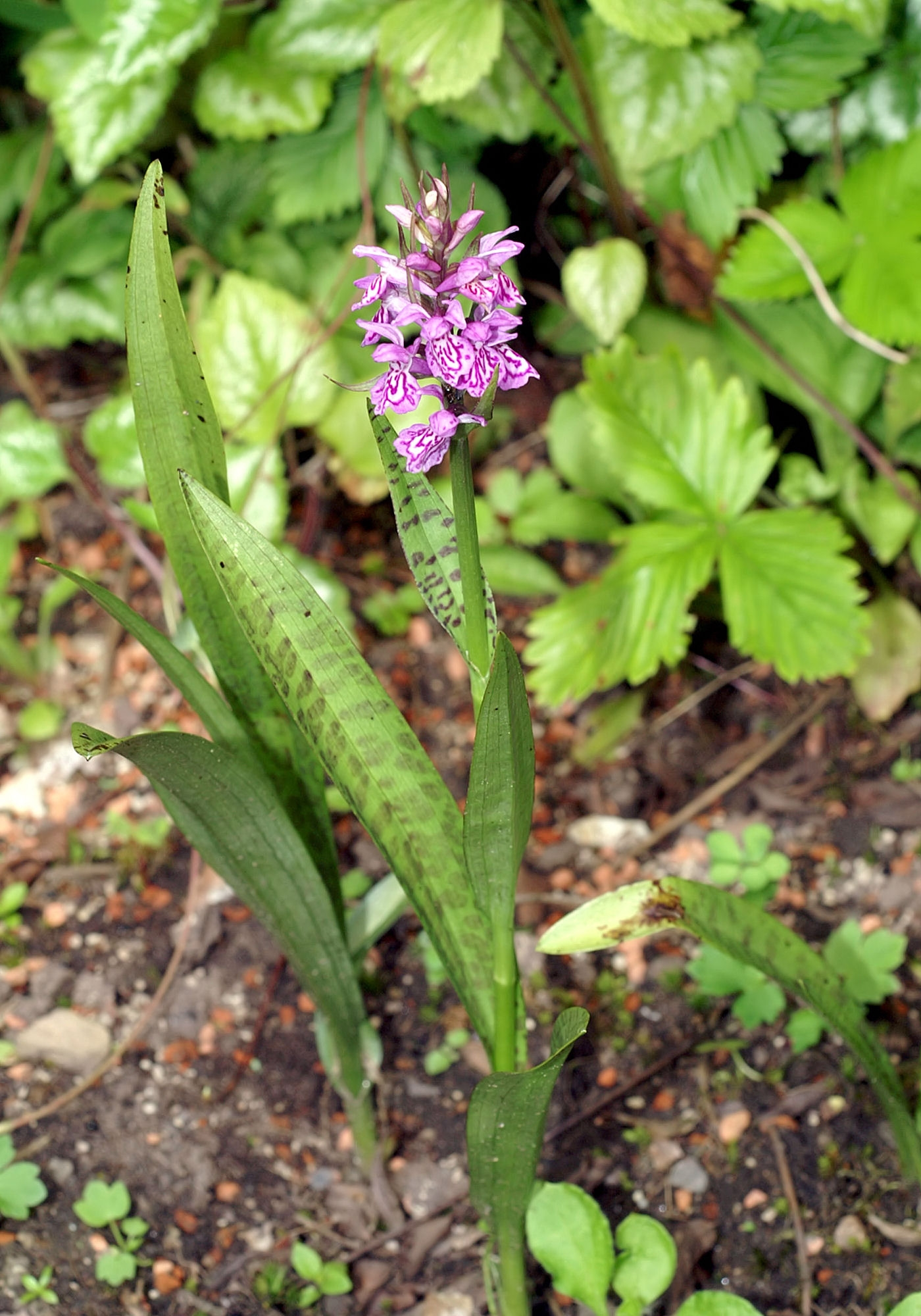
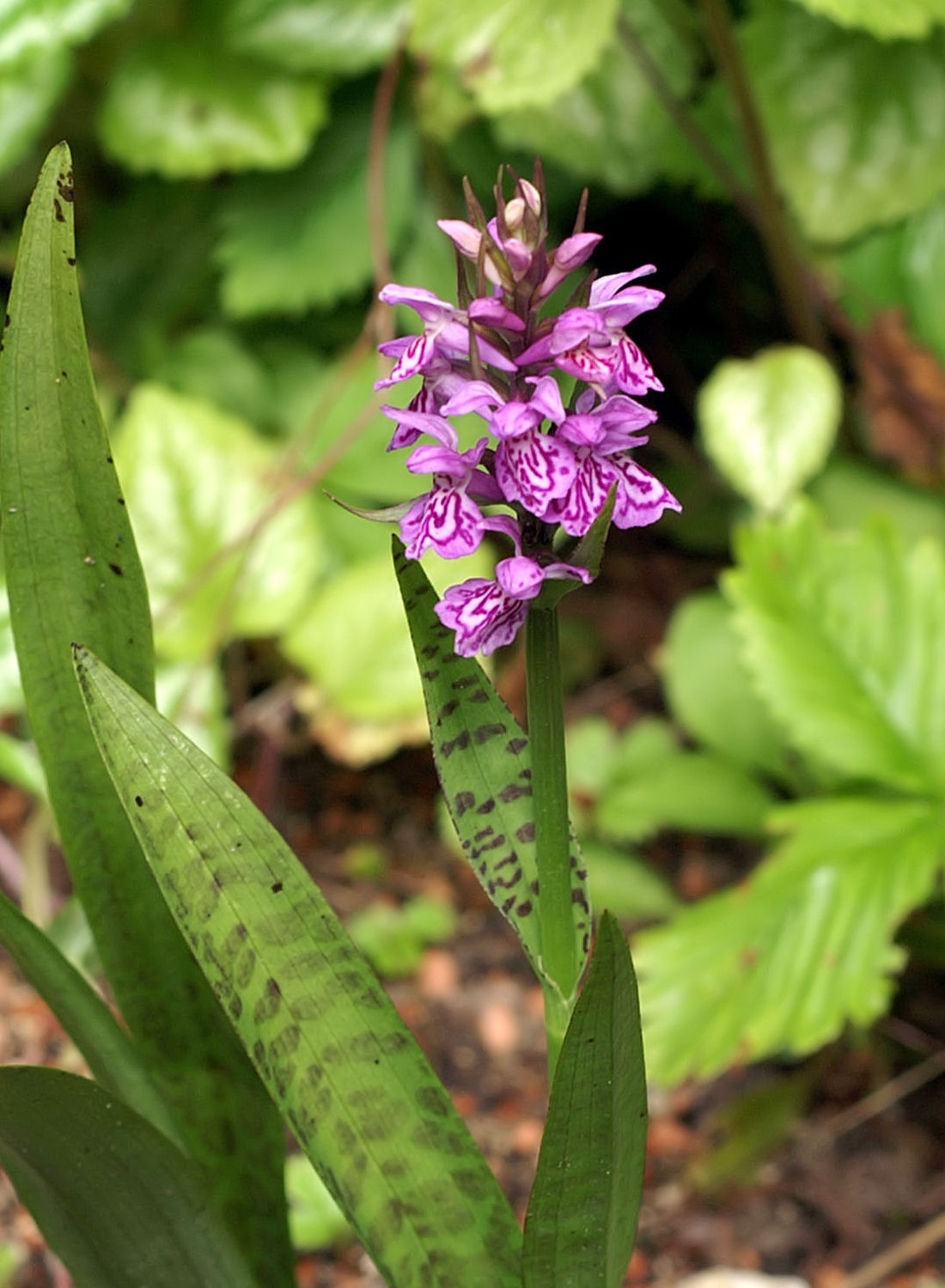
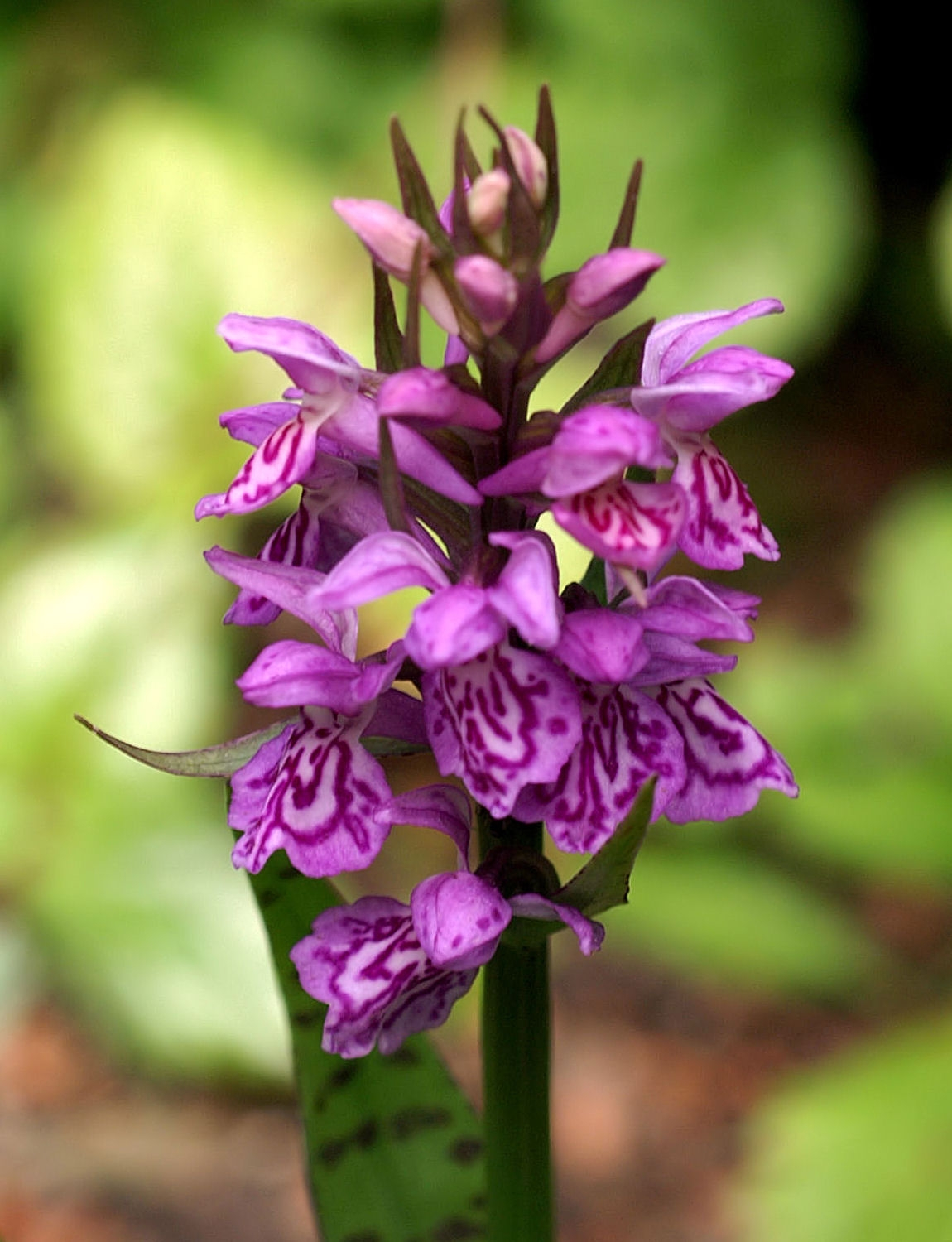